# Edmund Jaraczewski

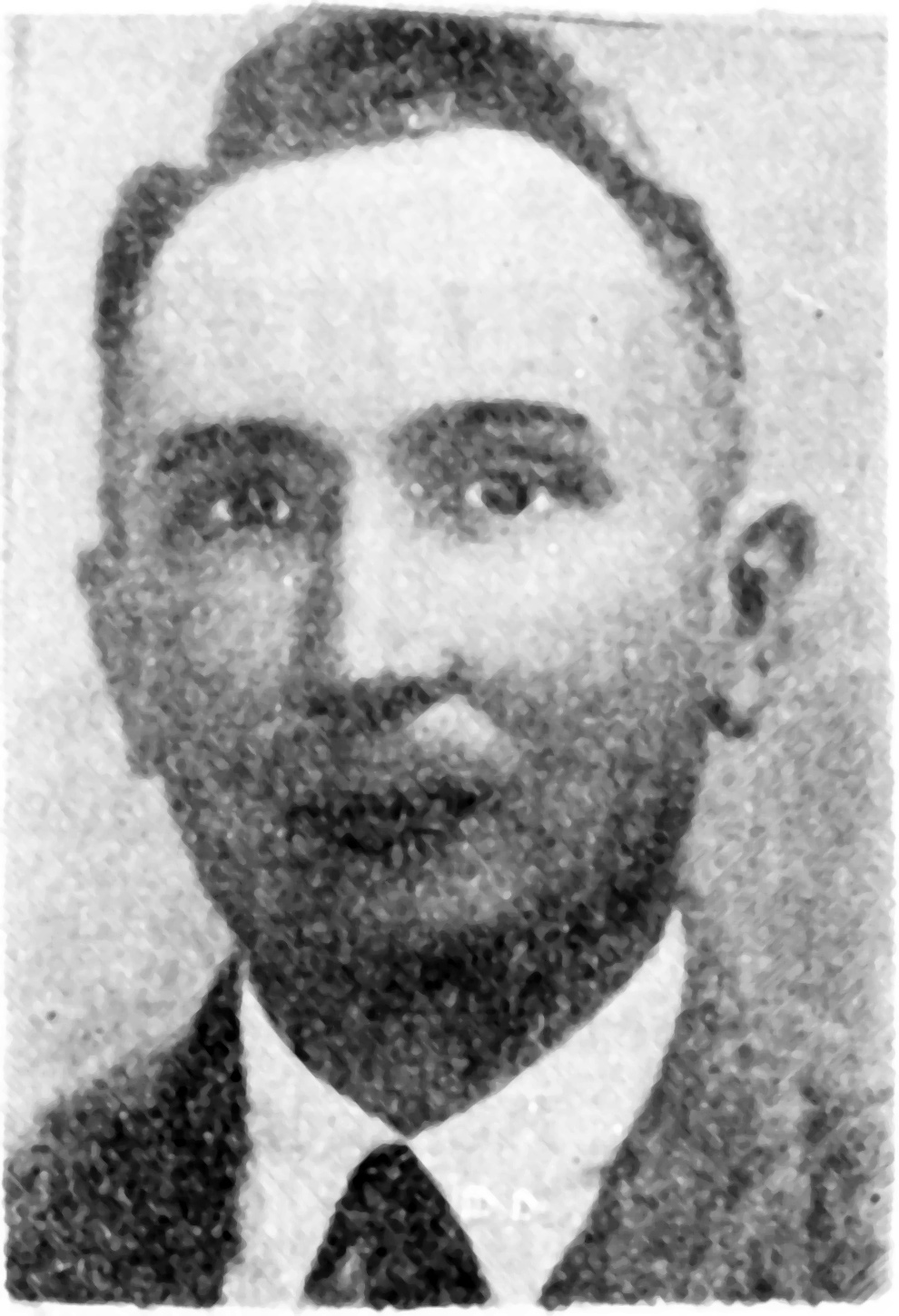
Edmund Jaraczewski

Edmund Jaraczewski (ur. 6 sierpnia 1900 w Strzemieszycach, zm. 1991 w Warszawie), esperantysta polski, działacz społeczny.
Zainteresował się i poznał esperanto w 1923 za sprawą Władysława Poznera, dawnego ucznia Ludwika Zamenhofa. Był w tym okresie na studiach w Warszawie i zaangażował się w tworzenie Akademickiego Towarzystwa Esperantystów, które niebawem zrzeszało około 100 warszawskich studentów. Działalność w ruchu esperanckim kontynuował po studiach: był członkiem Polskiego Towarzystwa Esperantystów w Warszawie, założył dzielnicowy oddział Polskiego Związku Esperantystów na Pradze oraz koło w Polskiej Kasie Oszczędności, gdzie pracował. Był również wieloletnim bibliotekarzem Biblioteki Zarządu Głównego Związku, delegatem Universala Esperanto-Asocio i członkiem Międzynarodowej Katolickiej Unii Esperantystów (IKUE). W 1962 był wśród założycieli Koła Seniorów Polskiego Związku Esperantystów w Warszawie, w 1985 wyróżniony został odznaką "Zasłużony Esperantysta". Zmarł w Warszawie w 1991.